# Arquitetura oitocentista

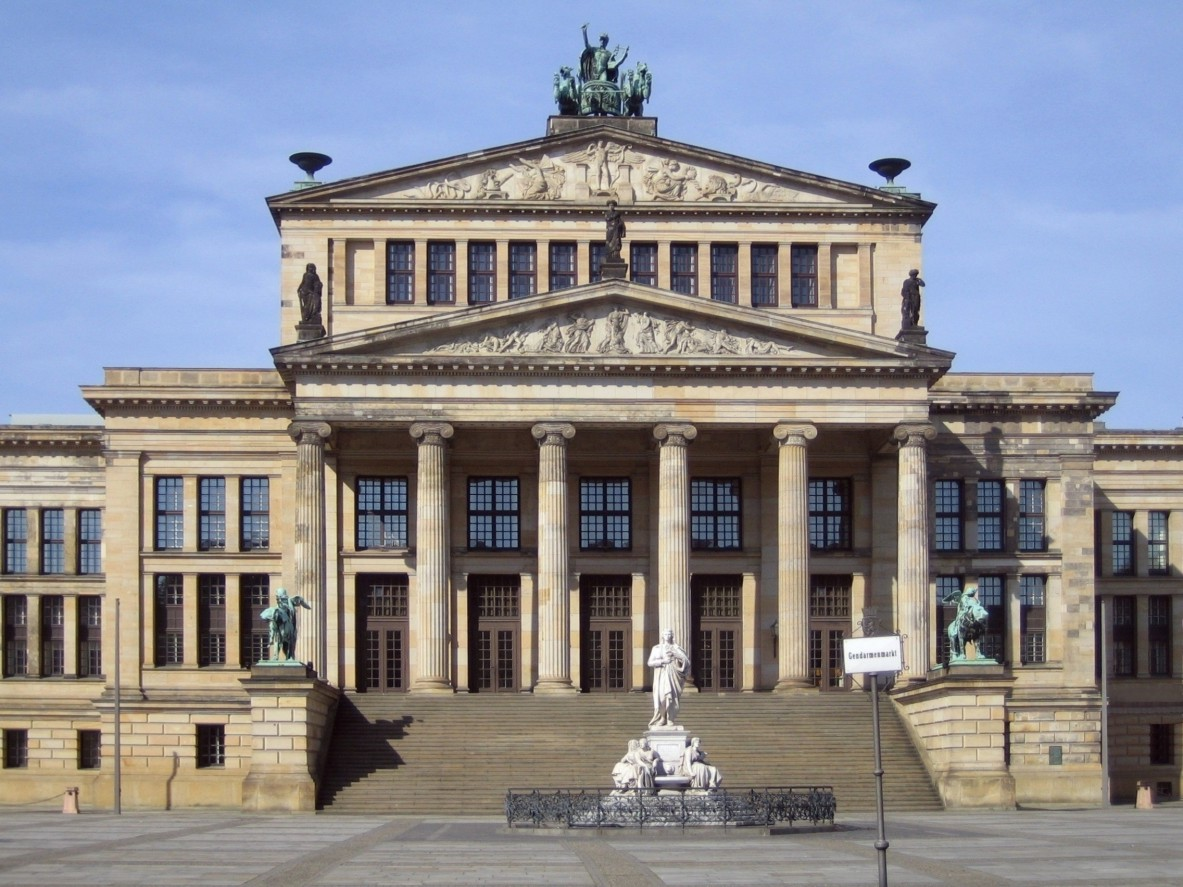
Il neoclassico Konzerthaus de Berlim de Schinkel

Na arquitetura da primeira metade do oitocentos, impôs-se inicialmente a tendência neoclássica, já presente na segunda metade do setecentos, mas, em concomitância com a difusão da sensibilidade romântica e o consequente interesse pelo historicismo, logo surgiram tendências arquitetónicas que propõem a recuperação de "estilos" de épocas anteriores (em particular a Idade Média como suposto berço da cultura nacional), caracterizado pelo prefixo "neo" (neo-românico, neogótico, etc.), que também são definidos com o termo revivalismo.
O oitocentos caracteriza-se, portanto, por uma espécie de código: o ecletismo historicista, onde todos os gostos podem estar simultaneamente presentes na obra global pelo mesmo projectosta ou até no mesmo edifício. Isto pelo menos até o advento do movimento Art Nouveau (também chamado de Liberty) no final do século, que foi o primeiro movimento arquitetónico não historicista e, portanto, moderno (modernismo).

## Contexto histórico
O oitocentos foi um século de grandes transformações económicas, sociais e políticas. Foi o século de Napoleão Bonaparte, do Congresso de Viena, da afirmação de novas identidades nacionais, da afirmação do liberalismo, do capitalismo, do comércio internacional e desenvolvimento urbano, mas também do nascimento dos ideais do socialismo. Com a chamada Revolução Industrial, assistimos a um extraordinário desenvolvimento da ciência e da tecnologia sublinhado pelo positivismo.
Nos campos literário e artístico o romantismo dominou na primeira metade do século, enquanto na segunda metade o realismo e, na pintura, o impressionismo estabeleceram-se. Novamente, o século XIX foi o século de Marx, Freud, Malthus, Darwin.

## Periodização
O factor comum ao qual se pode reduzir toda a especulação arquitectónica e artística da era oitocentista é o historicismo, isto é, a recuperação da tradição, do passado em todos os domínios. Neste sentido é possível dizer que uma das características da arquitetura oitocentista não era tanto conceber o novo, mas manipular de forma criativa o preexistente. Diante disso, é complicado delinear uma periodização rígida de estilos, quando arquitetos como Karl Friedrich Schinkel  comprometeram-se a desenhar e criar obras neo-gregas, neo-romanas, neo-góticas, neo-românicas, sempre reinterpretando motivos do passado.
A partir do ecletismo historicista , entendido como uma característica arquitetónica oitocentista que é dividida numa série de estilos, cada um dos quais caracterizado pelas suas próprias invariantes, devem, no entanto, ser distinguidos alguns aspectos da cultura arquitetónica mais complexos em termos de desenvolvimento temporal.
Entre estes o próprio Neoclassicismo, que se estabeleceu na virada dos dois séculos, um movimento mais amplo, a partir dos historicismos subsequentes e naturalmente a Art Nouveau que conclui não só o período historicista, mas toda a evolução classicista surgida no século XV.
Mais complicado, mas necessário, é distinguir uma cultura classicista persistente viva na Itália com Giuseppe Piermarini ou Koch, e na Europa com o Palladianismo, que certamente não pode ser definida como neo-Renascimento, pois não é um renascimento historicista, mas uma continuação direta da tradição classicista, viva tanto nos séculos XVII como no século XVIII, ainda que por vezes minoritária.

## Neoclassicismo
O neoclassicismo do século XIX dá continuidade aos temas propostos no século anterior, incluindo o seu carácter fortemente programático e “racionalista”. Os elementos arqueológicos são citados com maior sentido filológico, distinguindo as diversas épocas.
As características invariáveis são: planos bloqueados em figuras regulares, simetria bilateral encontrada em planta e elevação, prevalência do sistema trilítico sobre os arcos e abóbadas (essencialmente ligada à nova tendência arquitetura neo-Grega), composições volumétricas que privilegiam o desenvolvimento horizontal. Os materiais utilizados são pedra, mármore, estuque branco ou mesmo de cores vivas desde a descoberta da policromia da arquitetura grega.

### As novas tipologias de edifícios públicos
O neoclassicismo expressou-se sobretudo na concepção de grandes edifícios públicos representativos, mesmo com novas tipologias como: museus, bibliotecas e teatros públicos.
Neste contexto surgem duas obras de Karl Friedrich Schinkel: o teatro Berlin Schauspielhaus e o Altes Museum, também em Berlim. O primeiro foi desenhado por Schinkel em obediência à função prática, e não monumental, do edifício. O edifício é composto por um pronaos hexastilo jônico, com frontão encimado por estátuas, precedido por uma alta escadaria na entrada. O resto do edifício caracteriza-se por uma extrema racionalidade, assente sobre uma base de silhar de altura igual à da escada de acesso. Os espaços internos estão claramente indicados no exterior: o ambiente na altura mais alta da sala, os corpos laterais do foyer. No topo de cada volume saliente existe um frontão que, como elemento recorrente, unifica e remete toda a construção ao classicismo.

Mais claramente neoclássico é o Altes Museum. A figura da planta é um retângulo alongado, com uma galeria de cada lado para exposição de estátuas no térreo e pinturas no andar superior. No centro existe um espaço redondo coberto por uma cúpula cujo intradorso é claramente derivado do Panteão. No exterior, a cúpula não é visível, inscrita num retângulo para favorecer o aspecto longitudinal da composição. A fachada principal está disposta num um lado comprido, tem um átrio precedido por dezoito colunas jónica sobre uma base alta que é acessada por uma escada aberta disposta em linha com a frente.

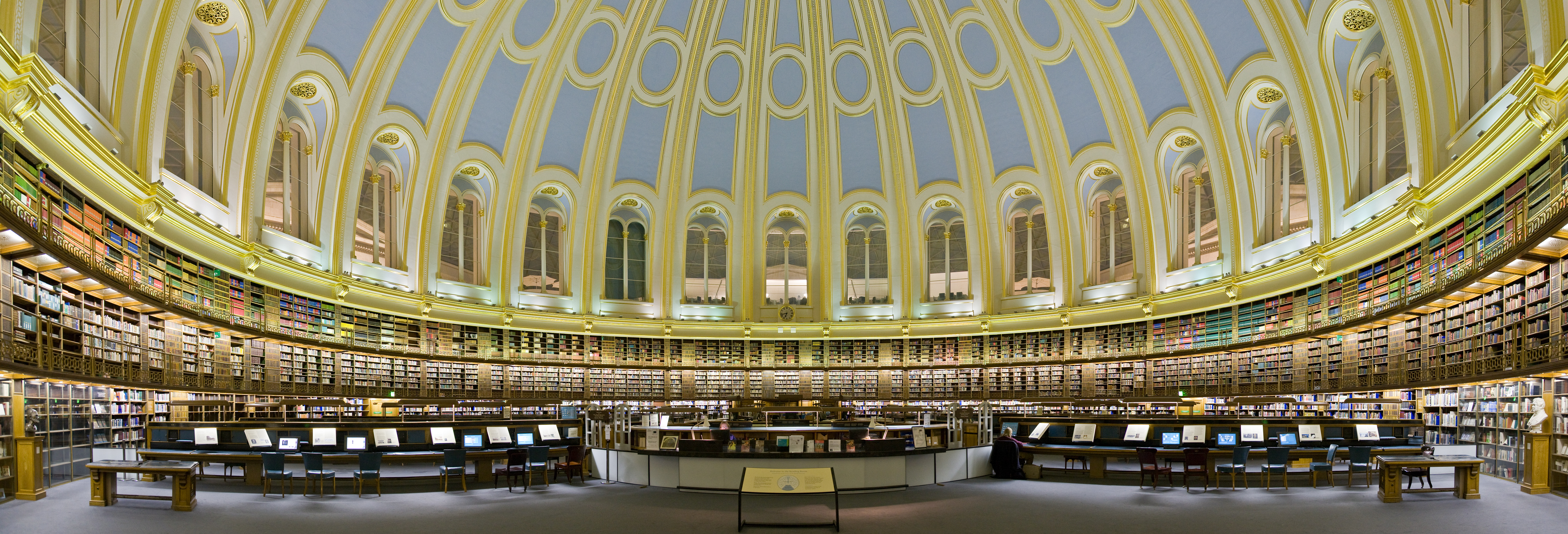
A sala de leitura do Museu Britânico

Semelhante em termos do seu marcado gosto neoclássico é o British Museum de Robert Smirke em Londres. A fachada principal é caracterizada por dois pórticos internos que se prolongam para o exterior formando duas alas salientes e pela entrada, recuada, constituída por um pronaos encimado por um frontão. Unificando a complexa composição da fachada estão as quarenta e oito colunas jônicas que também criam um sugestivo efeito de claro-escuro. No interior, a Biblioteca do Rei foi posteriormente construída pelo irmão de Smirke, Sidney. A biblioteca é caracterizada por um telhado abobadado inteiramente feito de ferro fundido.
Outra obra interessante é a St. George's Hall em Liverpool, projetado por Harvey Lonsdale Elmes. O edifício lembra o teatro de Schinkel pela sua composição volumétrica e o Altes Museum pelo outro pórtico. O edifício é altamente inovador: tem fachada de templo apesar de secular (contém salas de reuniões e de administração da justiça, sala de concertos, etc.); praticamente resume todo o repertório da arquitetura clássica. A diferença entre o exterior sóbrio e o interior rica e ecleticamente decorado é tipicamente oitocentista.

### Edifícios religiosos
A produção neoclássica oitocentista na França encontra a sua referência na criação da Madeleine de Paris. O edifício, inicialmente concebido para ser uma igreja, foi então transformada com o advento de Napoleão no Temple de la Gloire. O concurso para a transformação foi vencido por Pierre Vignon, aluno de Claude Nicolas Ledoux, que criou um gigantesco templo romano de ordem coríntia num alto embasamento. Os interiores foram desenhados por Jacques-Marie Huvé que, não tendo uma referência clássica precisa, criou uma planta composta por uma série de salas quadradas cobertas por cúpulas, no modelo dos Banhos Termais.
Diversas outras igrejas construídas na França após a queda de Napoleão foram inspiradas no paradigma do templo romano e dos antigos banhos. O modelo de referência ainda no século XIX era o Pantheon. Três obras italianas de grande valor urbanístico pertencem a esta tipologia: a Basílica de San Francesco di Paola em Nápoles, a de Sant'Antonio em Trieste e a da Gran Madre di Dio em Turim.
A igreja napolitana, localizada na Praça do Plebiscito, é incluída por Murat no projeto mais amplo de requalificação da área em frente ao Palácio Real. O projeto vencedor é o de
Leopoldo Laperuta que previa uma igreja no centro da colunata semielíptica. Apenas esta última havia sido construída quando o edifício da igreja foi objeto de um novo concurso, vencido por Pietro Bianchi.  Fernando I, tendo retornado ao trono após a segunda restauração Bourbon, queria na verdade dar ao edifício um maior sentido monumental. Do pórtico entra-se no templo constituído por uma rotunda com duas capelas nas laterais. O efeito é acrópoleco, de grande valor monumental. O paradigma do Panteão exprime-se de forma original, com a inserção das duas cúpulas para cobrir o espaço das capelas. No interior, a grande cúpula é sustentada por uma primeira ordem de colunas e uma segunda ordem de pilares.
Outra obra modelada com base no Panteão é a igreja de S. Antonio em Trieste. O terreno onde se encontra tem formato retangular, por isso Pietro Nobile desenhou um corpo alongado dividido em três salas. As duas laterais são cobertas por uma cruz, a central por uma cúpula. Falta portanto a intersecção direta do pronaos com a rotunda, mas no exterior o paradigma é certamente proposto com originalidade e inovação. A característica da obra, como já foi dito, está no seu valor urbanístico: a igreja está localizada no fundo do Grande Canal de Trieste. A fachada do templo reflete-se na água e situa-se no final de uma saída em perspectiva obrigatória.
Outra obra que retoma o modelo do Panteão, de forma ainda mais fiel por fora que as duas anteriores, é a igreja da Gran Madre di Dio em Turim inserida na saída da primeira ponte construída sobre o Po pelos Franceses, com as colinas por trás, destaca-se pela sua posição urbana. O estilo difere significativamente do modelo romano, propondo um contraste entre ambientes côncavos e convexos típicos da arquitetura barroca.

### Obras na Itália

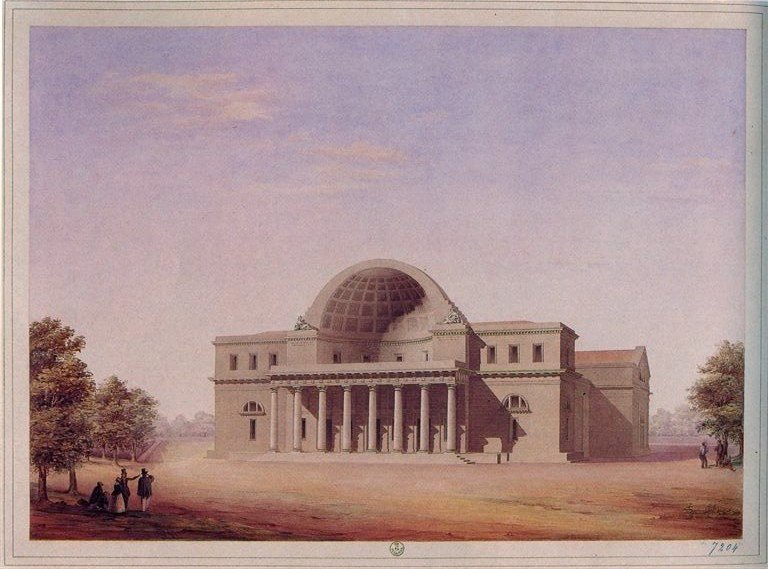
O Cisternone em Livorno, por Pasquale Poccianti

Giuseppe Piermarini, aluno de Vanvitelli, criou a Villa Reale de Monza, inspirada no palácio do mestre Caserta, embora profundamente simplificada na forma. Um discípulo de Piermarini, Leopoldo Pollack, projetou a Villa Reale de Milano e a Villa Casati em Muggiò.
Em Livorno com base num projecto de Pasquale Poccianti foi construída a Cisternone de Livorno, um edifício que tem claras referências à arquitectura romana e à obra de Étienne-Louis Boullée e Claude-Nicolas Ledoux: construído como reservatório do novo aqueduto da cidade, foi concebido pelo arquiteto como uma espécie de propileu nos subúrbios do século XIX, no final de um percurso que conduziria o visitante desde as nascentes do aqueduto até à cidade. Por último, destacamos o Caffè Pedrocchi de Pádua, propriedade de Giuseppe Jappelli.

### Palladianismo
A produção da ville e residências do século XIX permanece fortemente ligada ao Palladianismo e à recuperação da tradição neo-renascentista, em vez das clássicas. Pouco ou nada verdadeiramente inovador foi construído no século XIX na tipologia residencial.

## Estilos revivalistas

### Neogótico
O neogótico apresenta as seguintes invariantes: plantas e alçados livres, irredutíveis a figuras elementares, prevalência da assimetria, composição claramente vertical, efeitos de transparência e brilho, revitalização de arcos e abóbadas ogivais, utilização de decorações. Porém, por vezes o neogótico perde o sentido do majestoso, do fora de escala, do irreal, baseando-se em princípios como a economia da estrutura, a correta construção que será a base da arquitetura do ferro.
Enquanto o neoclássico, em geral, se adapta melhor aos ambientes urbanos, o neogótico, especialmente nas tipologias residenciais, persegue minuciosamente o objetivo do pitoresco: adaptar o edifício à paisagem.
Analisemos agora as principais obras neogóticas do século. O renascimento neogótico tem afinidades tanto com os traços estilísticos do neo-renascimento como com a arquitetura do ferro.

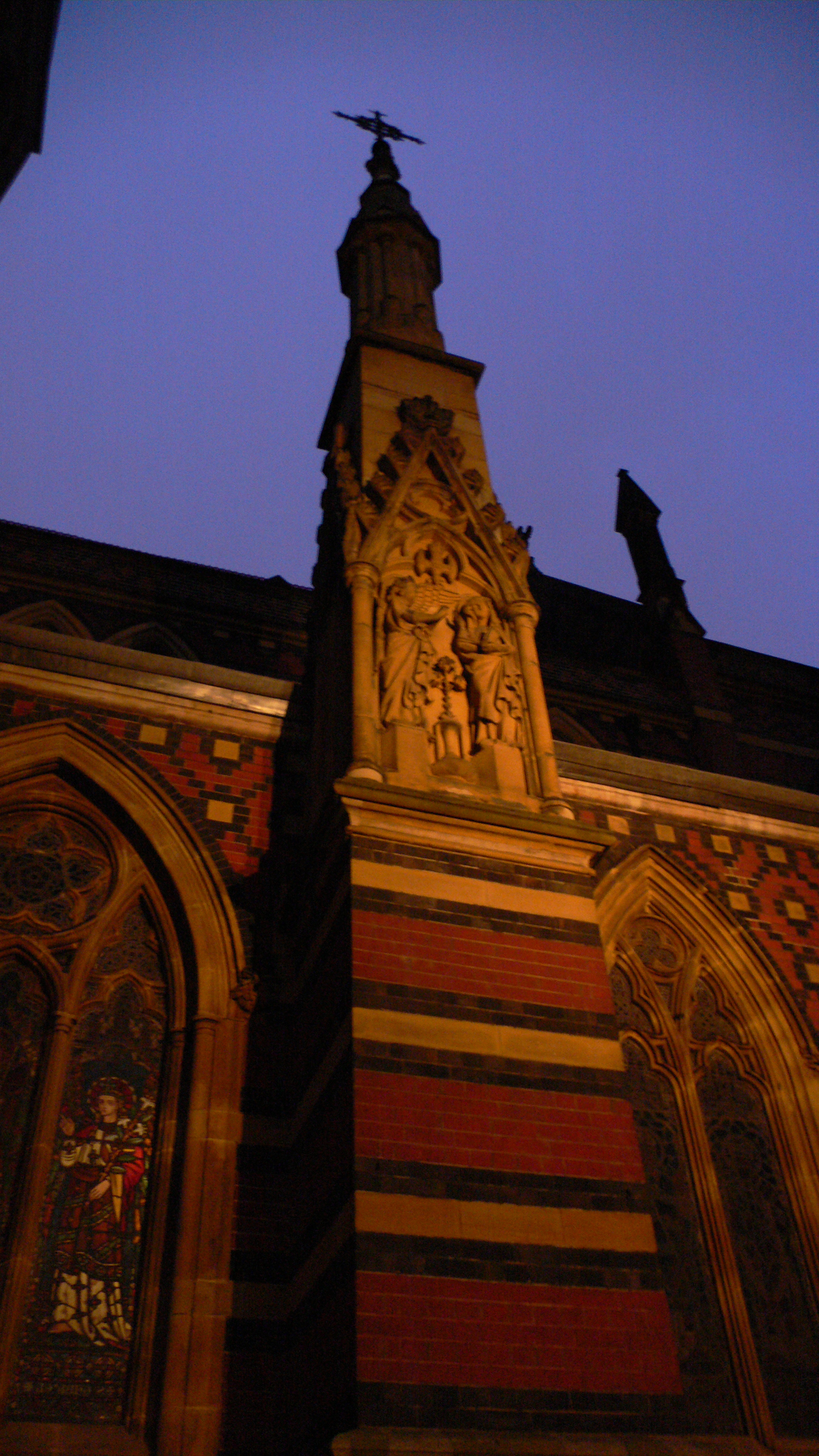
All Saints Church, William Butterfield

Uma obra importante é a All Saints Church de William Butterfield em Londres. A igreja emerge numa rua secundária, quase escondida se não fosse a torre que emerge do perfil urbano. A igreja está localizada num terreno de planta quadrada. Da estrada acede-se a um pequeno pátio onde à esquerda entra o prebistério, à direita a escola e em frente, pelo lado comprido, a igreja. No exterior pode-se observar a utilização alternada de tijolos vermelhos e pretos, de forma a obter decorações agradáveis. No interior, a igreja caracteriza-se por uma abside plana e as três naves estão cobertas por abóbadas ogivals. A composição dos volumes do prebistério, da escola, da igreja e da torre alta é orgânica e funcional às necessidades eclesiásticas.

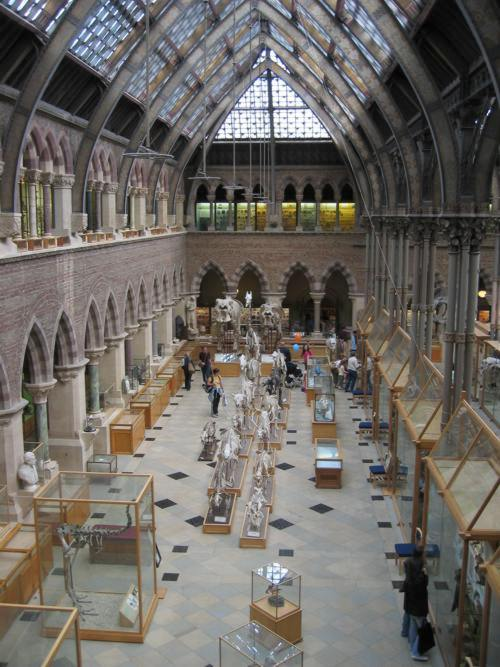
Interiores do Museu da Universidade de Oxford

Outra importante obra neogótica é o Museu da Universidade de Oxford, projetado e construído por Thomas Deane e Benjamin Woodward. O exterior, caracterizado por duas ordens de janelas gradeadas, telhado inclinado e torre na fachada, propõe a policromia e o caráter minimalista do gótico italiano.
Também interessante é o hall de entrada de três naves rematadas por uma cobertura em ferro e vidro, constituída por arcos ogivais sustentados por feixes de pilares de ferro fundido.
Os arcos são perfurados com decorações florais, os capitéis com folhas de acanto. A estrutura metálica reproduz no novo material as nervuras de alvenaria da arquitetura gótica. A grande transparência e luminosidade estão essencialmente ligadas à cobertura: o espaço é rodeado em todos os lados por um pórtico de parede do tipo lógia sobre lógia cujo módulo no rés-do-chão é marcado por dois arcos, no primeiro por quatro arcos, sempre na sexta aguda.
Ruskin também colaborou na obra, fornecendo pessoalmente o desenho das janelas das galerias. Ruskin, profundo opositor da arquitetura do ferro, colabora na criação da obra, pois parece ver nas decorações naturalistas dos rendilhados de ferro, os ornamentos florais ou faunísticos característicos da arquitetura gótica, o que traduz e reflete a admiração pela natureza . A sala também se destina a acolher reconstruções de esqueletos de animais pré-históricos cuja estrutura óssea é estranhamente assoante com a metálica, sugerindo certa afinidade morfológica.
Uma obra menor, mas decididamente inovadora, é a igreja de St-Eugene de Louis-Auguste Boileau. O exterior é quase inteiramente em tijolo, com janelas ogivais e três timpanos. O interior, de três naves, é inteiramente em ferro: pilares, arcos longitudinais e transversais, rendilhados de janelas, rosáceas, coberturas abobadadas. Boileau interpretou literalmente a ideia de Viollet-le-Duc de que as catedrais góticas, com a sua estrutura, são o precedente direto da moderna arquitetura de esqueleto. No entanto, Viollet-le-Duc referia-se mais a um método de desenho e construção do que à recuperação de elementos morfológicos.
Anatole de Baudot, aluno de Viollet-le-Duc, é o primeiro arquiteto a construir uma igreja em concreto armado. Apesar do uso de tecnologia tão inovadora, o arquiteto ainda propôs uma “morfologia neogótica”.

### Neo-Grego
Julien-David Leroy, historiador de arquitetura e professor de Durand, publicou em 1758 uma bela reconstrução dos Propylaea de Atenas. O tema é prontamente retomado por Carl Gotthard Langhans no projeto do Portão de Brandemburgo em Berlim. Apresenta um estilo hexastilo Arquitetura Neo-Grega de ordem dórica, uma composição de elementos que lembra os Propileus, embora as proporções não sejam muito dóricas. O portão representa não apenas o acesso à cidade de Berlim, mas um monumento que marca o acesso ao neoclassicismo alemão. O tema também é retomado no projeto de William Wolins para a entrada do Downing College em Cambridge e nos Propileus de Leo von Klenze na Königsplatz de Munique.

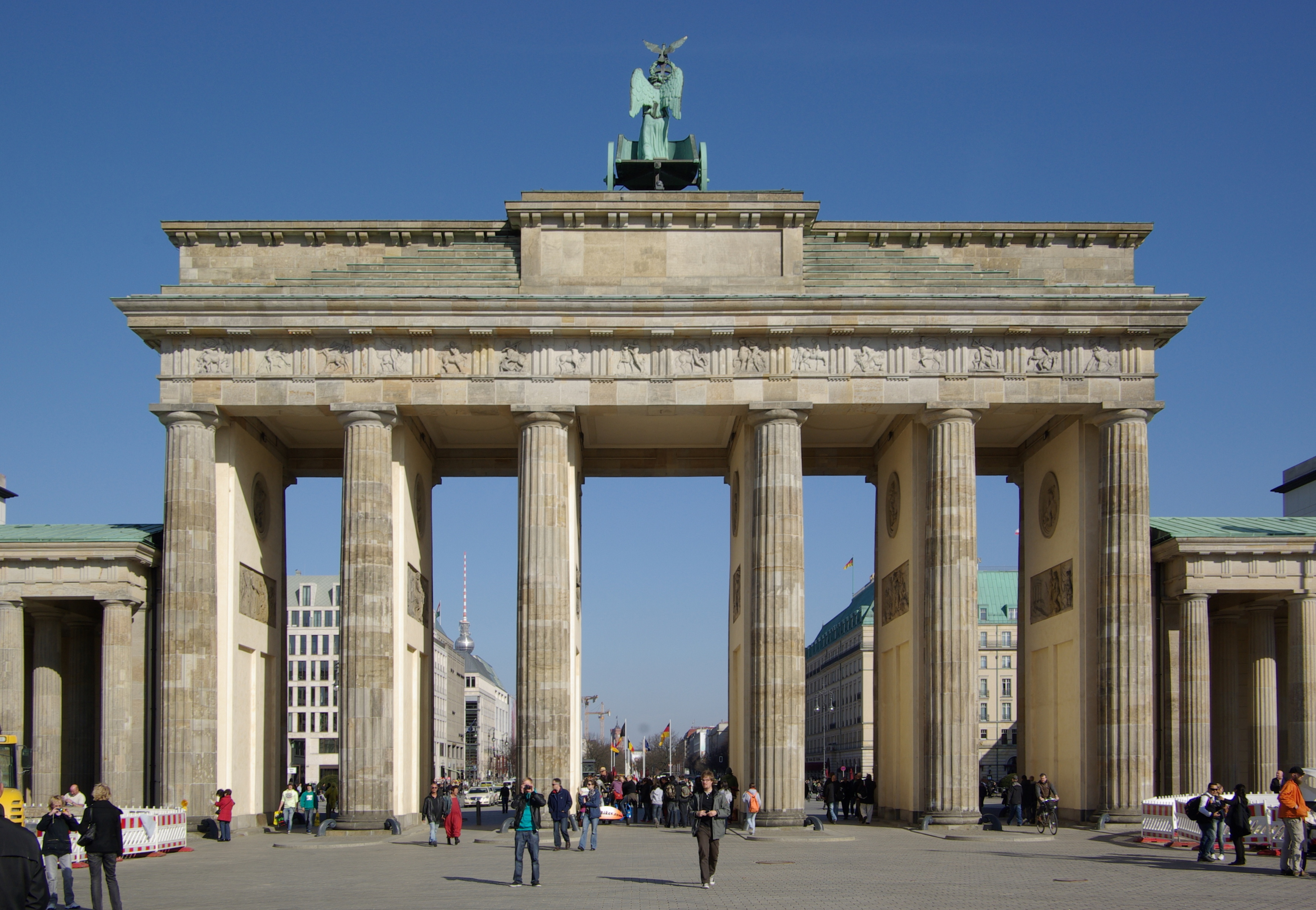
O Portão de Brandemburgo em 2003

O tema dos propileus também é explorado por Friedrich Gilly no monumento a Frederico, o Grande. O monumento não realizado consiste em três partes:
- um grande recinto articulado por volumes fechados com quatro aberturas, duas com colunatas que lembram os propileus e duas com arcos encimados por telhados cônicos truncados que lembram alguns edifícios-barreira de Ledoux;
- outro pódio-subsolo com dois arcos de acesso alinhados com os propileus

e finalmente,
- o templo dórico periférico acima do pódio. Na composição há uma clara prevalência de sólidos sobre vazios que são assim realçados pela sua singularidade.

O projeto de Gilly será assumido por Schinkel e Leo von Klenze, autor do Walhalla perto de Regensburg e aluno de Gilly. Klenze ganha o projeto de construção do Walhalla ou Panteão Alemão, o segundo fica com Schinkel. O Walhalla na mitologia nórdica é o lugar onde as almas dos heróis mortos na guerra se reuniam, recebidos pelas Valquírias.
Loudwig da Baviera decide construir o monumento como um Panteão Alemão, por ocasião da derrota de Napoleão em Leipzig. A construção é um templo periférico, localizado em posição de acrópole. Os seus dois tímpanos representam respectivamente a derrota de Napoleão em Leipzig e a derrota sofrida pelas legiões romanas às mãos das populações germânicas. A base alta está dividida em escadas e terraços. O interior apresenta bustos de grandes alemães: Leibniz, Schiller, Mozart, etc. bem como um friso esculpido narrando a história da Alemanha.
Um edifício que merece destaque é o Templo de Canovano de Possagno, provavelmente desenhado pelo escultor Antonio Canova (com a colaboração de Giannantonio Selva) para deixar a sua memória na sua cidade natal. O edifício propõe ainda o acoplamento da rotunda do Panteão e do pronaos derivado do Partenon. O edifício atinge um alto nível de majestade, grandiosidade e solenidade grandiosa.